# Милена Дрпа
Милена Дрпа (Горња Слатина, Шамац, 14. јун 1950) српска је књижевница.

## Биографија
Основну школу завршила је у Шамцу, гимназију у Градачцу, а студије српскохрватског језика и књижевности на Педагошкој академији у Тузли. Цeо радни век радила је као наставница српскохрватског, касније српског језика, прво у Доњим Кладарима код Модриче, касније у Модричи.
У току радног века радила је са младим песницима. 2000. године у Модричи је основала Омладински књижевни клуб ''Младост'' и до данас руководи Клубом. Рад са младим књижевним ствараоцима представља важан део њеног живота.
У свет писања ушла је још у основној школи и у том свету остала цeо живот.    
Милена Дрпа пише песме, приче, песме за децу, хаику, кратку прозу, лирске записе и приказe књижевних дела.
Објавила је девет књига. Три књиге је приредила, у зборницима је око седамдесет њених радова, у најзначајнијим књижевним часописима, Златна Греда, Луча, Багдала, Паун, Свитак, Српска вила, Poet Kanada, Haiкu Meeting, Kyoto и други) , а десетак у антологијама.  
Током бављења писањем примила је двадесетак књижевних награда, као и шеснаест награда добијених за просветни рад. 
Од свих, ипак издваја једну, пошто је заслужена за учење ђака српком језику и књижевности  и за рад са младим књижевним ствараоцима. То је признање Најдражи учитељ, добијено 2003. године у Београду.
Књижевне новине "Свитак" бр. 98/102, (пролеће 2019/лето 2020, уредник: Милијан Деспотовић, Пожега 2020) је посвећен књижевном делу Милене Дрпа, под називом "Сусретања у себи".
Др Милован Гочманац објавио је књигу о књижевном делу Милене Дрпе Лауреат едукативне проницљивости (2022)
Милена Дрпа је члан Удружења књижевника Републике Српске и Удружења књижевника Србије.
Живи у Модричи и у Београду.

## Награде
- "Шумадијске метафоре" (Младеновац, 1997), награда за причу
- "Истина о Србима" (Градишка, 1997), награда за песму
- Књижевна заједница "Јован Дучић" (Требиње, 1999), награда за причу
- Друштво пријатељства Југославија – Јапан  (Нови Сад, 1999), награда за хаибун
- Клуб умјетничких душа (Мркоњић Град, 2006), награда за песму
- Дом културе (Ивањица, 2009), награда за песму (награда: штампање књиге)
- "Оловко не ћути" (Барајево, 2009), награда за песму
- "Мелничке вечери поезије" (Варна, Бугарска, 2017), награда за хаику
- Културно-уметничко друштво "Караџић", награда "Стојан Степановић" (Лозница, 2017), награда за циклус песама
- "Сузе Козаре" (Градишка, 2018), награда за песму
- "Песничко пролеће"  ( Београд, 2021), награда за песму
- Српско уметничко друштво "Реч у времену" (Београд, 2021), награда за причу
- Национална награда за поезију и белетристику, Италија, "Шта Каин не зна", (Фођа, 2023), награда за песму
- Награда "Митар Трифуновић Учо" за залагање у спровођењу наградних конкурса  (Шамац, 1980)
- Признање за вишегодишњу сарадњу (Редакција "Малих новина" Сарајево)
- Признање НАЈДРАЖИ УЧИТЕЉ (Министарство просвете и спорта Владе Републике Србије, Београд, 22. април 2003)
- Плакета за постигнуте резултате у области културе (Република Српска, Општиа Модрича, 28. јун 2005)
- Признање за постигнуте резултате са литерарном секцијом (ОШ "Свети Сава" Модрича, 2005)
- Песничка лента за књигу Стопе и таласи и за допринос у развоју културе и учешће на културним манифестацијама у Српском културном центру Модрича (СКЦ Модрича, 2009)
- Признање за постигнуте резултате са ученицима у области српског језика и литерарног стваралаштва (ОШ "Свети Сава" Модрича, 2009)
- Повеља за допринос развоју духовности и стваралаштва, културе и умјетности, народне традиције и обичаја (КУД "Модрича", Модрича, 27. јануар 2011)
- Признање за успјешно представљање школе на 8. међународном фестивалу дечијег стваралаштва (ОШ "Свети Сава" Модрича, 2012)

##### Објављене књиге
- Молитве из сјенке (Књижевно друштво просветних радника Београд и Књижевна заједница "Васо Пелагић", Бања Лука,2001 - збирка поезија)
- Приче о истинама ( Свет књиге, Београд, 2006 - збирка приповетке)
- Разасута по тишинама (Дом културе Ивањица 2009 - збирка поезија)
- Шашаве љубави (СВИТАК, издавачка радионица Књижевног друштва "Развигор" Пожега, 2013  - збирка поезија за децу)
- Јутро на крају свијета (Свет књиге, Београд, 2015 - хаику поезија)
- Бијела лица несаница ( Свет књиге, Београд, 2016 - збирка поезија)
- На ручку са животом ( Свет књиге, Београд, 2019 -збирка поезије)
- Важно је бити тужан ( Свет књиге, Београд, 2021, - збирка поезије
- Не вјеруј ми да је кобајаги ( Ас Оглас издаваштво, 2022 - збирка поезија за децу)

##### Приређене књиге
- Стопе и таласи ( зборник радова чланова Књижевног клуба "Младост", Модрича, издавачи: Српски културни центар Модрича и Књижевни  клуб "Младост" Модрича, 2008)
- Под кровом тајна ( зборник хаику пјесама чланова Књижевног клуба "Младост", Модрича, издавач: СВИТАК – издавачка радионица књижевног друштва "Развигор", Пожега, 2009)
- Трагом плаве приче (монографија Књижевног клуба "Младост", Модрича, издавачи: Српски културни центар Модрича и Књижевни клуб "Младост" Модрича, 2010)

##### Антологије
- Антологија хаибуна "Предјесенски интермецо" (Приредио: Дејан Богојевић, издавач: Импресум, Ваљево, 2006)
- Антологија најкраће приче "Дубоки прозор" (Приредио: Дејан Богојевић, издавач: АКТ Ваљево, 2007)
- Антологија песама о Десанки Максимовић "Десанки с љубављу" (Приредио: Милош Милошевић Шика, издавач: ИК Љубостиња,Трстеник, 2015)
- Антологија љубавне поезије "Скаска за бескрај и безмерје" (25 година Конкурса за најлепшу љубавну песму, издавач: Дом културе Ивањица, 2017)
- Антологија српске хаику поезије од друге половине 20. века до данас "Сенке кестенова" (Приредио: Александар Павић, издавач: ''Адреса'' Нови Сад, 2012)
- Антологија српске хаику поезије "Чуваркућа" (Приредио: Дејан Богојевић, издавач: Друштво за афирмацију културе Пресинг , Младеновац, 2022)